# ボヘミアン・ラプソディ
「ボヘミアン・ラプソディ」（Bohemian Rhapsody）は、イギリスのロックバンド・クイーンの楽曲。1975年に発売された4作目のオリジナル・アルバム『オペラ座の夜』に収録。同年10月31日に先行シングルとして発売された。作詞作曲はフレディ・マーキュリー。
全英シングルチャートで9週にわたって第1位を獲得し、1976年1月末までに100万枚以上の売上を記録した。1991年のマーキュリーの死後に再発売され、5週連続で1位を獲得し、イギリスで3番目に売上枚数が多いシングルとなった。同時に同一のアーティスト、同一の楽曲が2度全英シングルチャートで第1位を獲得した唯一の例ともなった。

## 背景・曲の構成

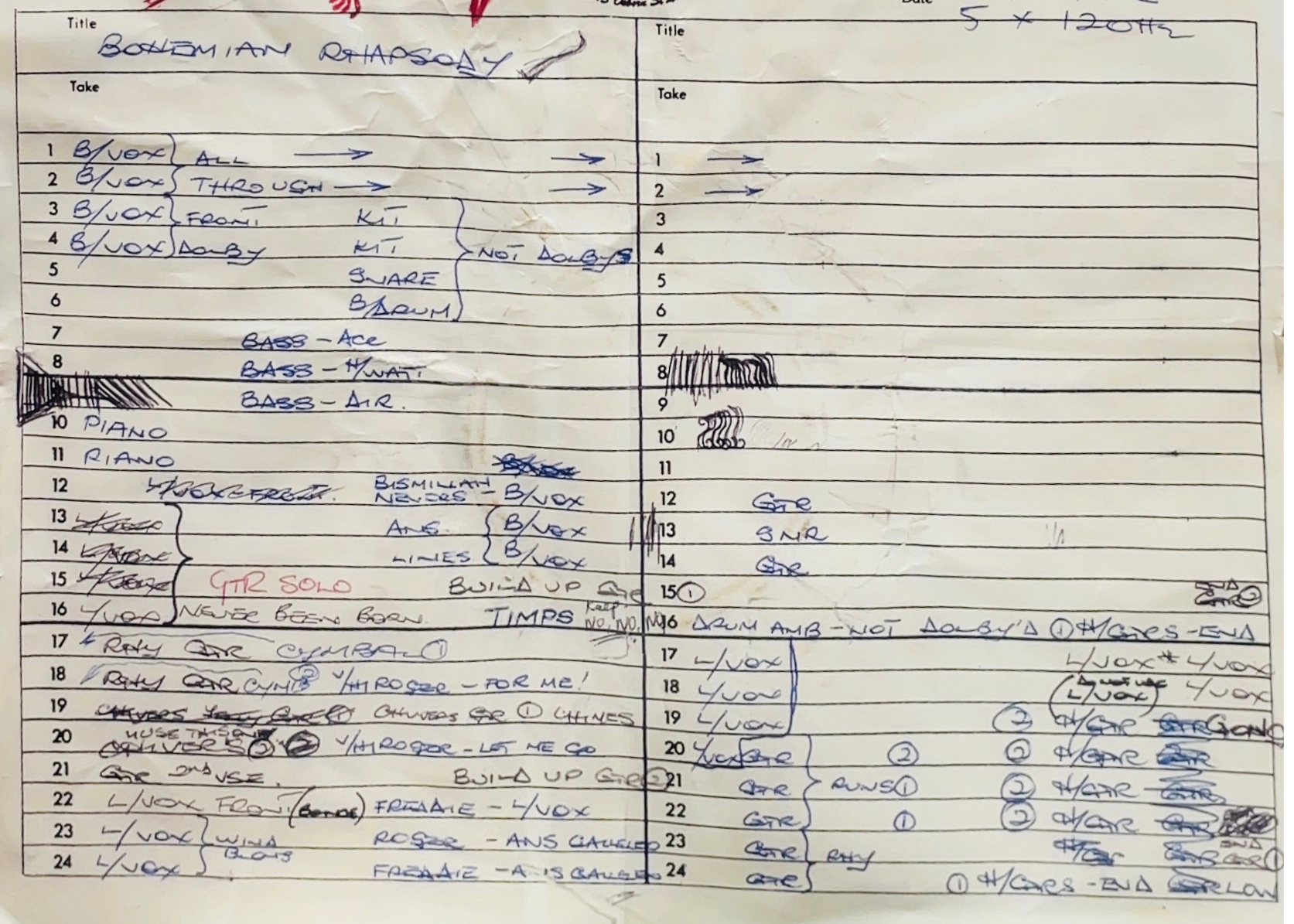
レコーディングのトラックシート（複製）

マーキュリーの友人であるクリス・スミスによると、マーキュリーが本楽曲を制作し始めたのは、1960年代後半であるといい、マーキュリーが当時書いていた楽曲の1つ「ザ・カウボーイ・ソング」（The Cowboy Song）の歌詞には、本楽曲のフレーズ「Mama, just killed a man」（ママ、たった今僕は人を殺した）というフレーズが含まれていたという。
ブライアン・メイは「ザ・カウボーイ・ソング」を初めて聴いたときのことについて「フレディが、彼の父親の仕事場から拝借したポストイットのような大量の紙の切れ端を持ち込んで、ピアノを弾き始めたのを覚えています」「彼は、まるでドラムを叩くかのようにピアノを弾いていて、それは彼自身が説明していたオペラのようなものからまるでかけ離れていた。彼の頭の中でハーモニーが展開されていたのでしょう」と語っている。
1974年のイギリスの航空会社であるブリティッシュ・ミッドランドのメモ用紙に書かれた、マーキュリーによる歌詞の走り書きでは「モンゴリアン・ラプソディ」と書かれたうえに取り消し線が引かれ「ボヘミアン・ラプソディ」に変更されている。
1975年半ば、リッジファーム・スタジオにて1か月にわたるリハーサルを行い、ヘレフォードシャーのペンロス・コートでの3週間のリハーサルを経て、1975年8月24日より、ロックフィールド・スタジオにてレコーディングを開始した。
レコーディングには、24トラックのアナログテープが使用された。レコーディングでマーキュリーが使用したピアノは、かつてポール・マッカートニーが、ビートルズ「ヘイ・ジュード」のレコーディングで使用したもの。
5月に、1日10時間〜12時間ほどでボーカルパートのレコーディングを行ったという。楽曲全体のレコーディングには3週間費やされ、一部のセクションでは180トラック分のオーバーダビングが施された。
ボーカルパートのオーバーダビングにあたっては、マーキュリー、メイ、ロジャー・テイラーの3人で160トラック分施され、メイは「繰り返しテープを回していたから、テープは擦り切れていきました」「テープを照明に当ててみると、向こうが透けて見えたほどです。音楽もほとんど消えかかっていた。フレディがもう少し "ガリレオ" を足そうというたび、代わりに何かが消えていったんです」と振り返っている。

## プロモーションビデオ
世界初と言われるプロモーションビデオは、序盤と終盤は演奏シーンで、冒頭と中盤のオペラ部分では、メンバーが2ndアルバム『クイーンII』のジャケットを思わせる暗闇の中で歌うというミステリアスな世界観が描き出されている。
本ビデオは、音楽界に衝撃を与え、多くのパロディ作品が制作された。メンバーが暗闇の中で並んでいるシーンは、バンドの代名詞的な存在となり「RADIO GA GA」や「ワン・ヴィジョン」などのプロモーションビデオの一部にも登場している。
後述のとおり、2019年にYouTubeでのミュージックビデオの再生回数が10億回を突破し、それを記念してミュージックビデオがHD画質にリマスタリングされた。

## リリース
クイーンが、本楽曲のシングルカットを計画していた際、レコード会社は当時のシングルの演奏時間が3分程度であることから「5分55秒では長すぎて、ヒットしないだろう」と否定的であった。しかし、メンバーは「シングルカットするべきだ」と主張していた。
そこで、バンドはマーキュリーの友人でキャピトル・ラジオのケニー・エヴェレットと共に、楽曲の一部だけを放送してリスナーに興味を持たせ、その後2日間で14回も本楽曲をエアプレイした。これが、本楽曲のヒットに繋がることとなった。
1975年10月31日、未編集のシングルが発売され、B面には本楽曲と同じく『オペラ座の夜』からのリカットで、ロジャー・テイラー作の「アイム・イン・ラヴ・ウィズ・マイ・カー」が収録された。本シングルは、全英シングルチャートで9週にわたって第1位を獲得した。アメリカでは、Billboard「Hot 100」で9位を獲得し、アメリカレコード協会よりゴールド認定を受けた。
1991年のマーキュリーの死後「輝ける日々」との両A面シングルとして再発売され、5週連続で第1位を獲得し、同じバージョンの楽曲が全英シングルチャートで2度も1位を獲得した初の例となった。
2002年には、ギネスブックを発行しているギネス・ワールド・レコーズ社が行った「英国史上最高のシングル曲は？」というアンケートの結果、2位の「イマジン」（ジョン・レノン）を抑えて1位になり、授賞式にメイとテイラーが出席した。
その後、2004年には、グラミーの殿堂入りを果たし、2018年には、YouTubeやSpotifyなどのストリーミングサービスでの再生回数が16億回に到達し、20世紀に発表された楽曲の中で全世界で最もストリーミング再生された楽曲となった。

## シングル収録曲
| #         | タイトル                                                            | 作詞・作曲             | 時間 |
| --------- | ------------------------------------------------------------------- | ---------------------- | ---- |
| A.        | 「ボヘミアン・ラプソディ」(Bohemian Rhapsody)                       | フレディ・マーキュリー | 5:55 |
| B.        | 「アイム・イン・ラヴ・ウィズ・マイ・カー」(I'm In Love With My Car) | ロジャー・テイラー     | 3:05 |
| 合計時間: | 合計時間:                                                           | 合計時間:              | 9:00 |

| #         | タイトル                                        | 作詞・作曲             | 時間  |
| --------- | ----------------------------------------------- | ---------------------- | ----- |
| 1.        | 「ボヘミアン・ラプソディ」(Bohemian Rhapsody)   | フレディ・マーキュリー | 6:00  |
| 2.        | 「輝ける日々」(These Are the Days of Our Lives) | クイーン               | 4:15  |
| 合計時間: | 合計時間:                                       | 合計時間:              | 10:15 |

| #         | タイトル                                                            | 作詞・作曲             | 時間  |
| --------- | ------------------------------------------------------------------- | ---------------------- | ----- |
| 1.        | 「ボヘミアン・ラプソディ」(Bohemian Rhapsody)                       | フレディ・マーキュリー | 5:54  |
| 2.        | 「ナウ・アイム・ヒア」(Now I'm Here)                                | ブライアン・メイ       | 4:12  |
| 3.        | 「ボヘミアン・ラプソディ（カラオケ）」(Bohemian Rhapsody (Karaoke)) | フレディ・マーキュリー | 5:54  |
| 合計時間: | 合計時間:                                                           | 合計時間:              | 16:00 |

## クレジット（クイーン版）
※出典
クイーン
- フレディ・マーキュリー – リード・ボーカル、ピアノ、オペラティック・ボーカル（中音階）
- ブライアン・メイ – エレクトリック・ギター、オペラティック・ボーカル（低音階）
- ジョン・ディーコン – ベース
- ロジャー・テイラー – ドラム、ティンパニ、ゴング、オペラティック・ボーカル（高音階）

技術チーム
- クイーン、ロイ・トーマス・ベイカー – プロデュース
- マイク・ストーン – サウンド・エンジニア
- ゲイリー・ランガン – アシスタント・エンジニア
- ゲイリー・ライオンズ – アシスタント・エンジニア

## チャート成績（クイーン版）

### 週間チャート（クイーン版）
| チャート (1975年)   | 最高位 |
| ------------------- | ------ |
| UK シングルス (OCC) | 1      |
| 日本 (オリコン)     | 48     |

| チャート (1976年)                    | 最高位 |
| ------------------------------------ | ------ |
| オーストラリア (Kent Music Report)   | 1      |
| ベルギー (Ultratop 50 Flanders)      | 1      |
| ベルギー (Ultratop 50 Wallonia)      | 7      |
| カナダ トップシングルス (RPM)        | 1      |
| オランダ (Dutch Top 40)              | 1      |
| オランダ (Single Top 100)            | 1      |
| ニュージーランド (Recorded Music NZ) | 1      |
| ノルウェー (VG-lista)                | 4      |
| 南アフリカ (Springbok Radio)         | 2      |
| スペイン (AFE)                       | 4      |
| スウェーデン (Sverigetopplistan)     | 18     |
| US Billboard Hot 100                 | 9      |
| US Cash Box Top 100 Singles          | 6      |
| 西ドイツ (Official German Charts)    | 7      |

| チャート (1991年)                                   | 最高位 |
| --------------------------------------------------- | ------ |
| アイルランド (IRMA) 「輝ける日々」との両A面シングル | 1      |
| UK シングルス (OCC) 「輝ける日々」との両A面シングル | 1      |

| チャート (1992年)                | 最高位 |
| -------------------------------- | ------ |
| オーストラリア (ARIA)            | 5      |
| オーストリア (Ö3 Austria Top 40) | 8      |
| フランス (SNEP)                  | 15     |
| US Billboard Hot 100             | 2      |

| チャート (2018年 - 2019年)                  | 順位 |
| ------------------------------------------- | ---- |
| オーストラリア (ARIA)                       | 17   |
| オーストリア (Ö3 Austria Top 40)            | 30   |
| ベルギー (Ultratop 50 Flanders)             | 3    |
| チェコ (Singles Digitál Top 100)            | 1    |
| カナダ (Canadian Hot 100)                   | 26   |
| Canadian Digital Song Sales (Billboard)     | 6    |
| フランス (SNEP Singles Téléchargés)         | 3    |
| フランス (SNEP Megafusion)                  | 21   |
| フランス (SNEP Streaming)                   | 27   |
| Greece International Digital Singles (IFPI) | 8    |
| ハンガリー (Single Top 40)                  | 4    |
| ハンガリー (Stream Top 40)                  | 3    |
| イタリア (FIMI)                             | 10   |
| 日本 (Japan Hot 100)                        | 11   |
| マレーシア (RIM)                            | 8    |
| オランダ (Single Top 100)                   | 26   |
| ニュージーランド (Recorded Music NZ)        | 20   |
| ポルトガル (AFP)                            | 21   |
| スロバキア (Singles Digitál Top 100)        | 5    |
| シンガポール (RIAS)                         | 24   |
| スペイン (PROMUSICAE)                       | 26   |
| スウェーデン (Sverigetopplistan)            | 33   |
| スイス (Schweizer Hitparade)                | 21   |
| UK シングルス (OCC)                         | 45   |
| US Billboard Hot 100                        | 33   |
| US Hot Rock & Alternative Songs (Billboard) | 2    |

| チャート (2020年 - 2022年) | 順位 |
| -------------------------- | ---- |
| Global 200 (Billboard)     | 97   |

### 年間チャート
| チャート (1975年) | 順位 |
| ----------------- | ---- |
| UK Singles (BMRB) | 22   |

| チャート (1976年)                  | 順位 |
| ---------------------------------- | ---- |
| オーストラリア (Kent Music Report) | 2    |
| ベルギー (Ultratop Flanders)       | 14   |
| カナダ (RPM Top 100)               | 6    |
| オランダ (Dutch Top 40)            | 9    |
| オランダ (Single Top 100)          | 11   |
| UK Singles (BMRB)                  | 35   |
| US Billboard Hot 100               | 18   |
| US Cash Box Singles                | 52   |

| チャート (1991年)   | 順位 |
| ------------------- | ---- |
| UK Singles (Gallup) | 2    |

| チャート (1992年)              | 順位 |
| ------------------------------ | ---- |
| オーストラリア (ARIA)          | 59   |
| ベルギー (Ultratop Flanders)   | 45   |
| ヨーロッパ (Eurochart Hot 100) | 34   |
| オランダ (Dutch Top 40)        | 28   |
| オランダ (Single Top 100)      | 24   |
| ニュージーランド (RIANZ)       | 41   |
| UK Singles (Gallup)            | 15   |
| US Billboard Hot 100           | 39   |
| US Cash Box Singles            | 22   |

| チャート (2018年)             | 順位 |
| ----------------------------- | ---- |
| フランス (SNEP)               | 146  |
| ハンガリー (Single Top 40)    | 40   |
| ポルトガル (AFP)              | 122  |
| US Hot Rock Songs (Billboard) | 31   |

| チャート (2019年)                    | 順位 |
| ------------------------------------ | ---- |
| オーストラリア (ARIA)                | 67   |
| フランス (SNEP)                      | 60   |
| ハンガリー (Single Top 40)           | 29   |
| イタリア (FIMI)                      | 73   |
| 日本 (Japan Hot 100)                 | 49   |
| ラトビア (LAIPA)                     | 75   |
| ポルトガル (AFP)                     | 79   |
| スウェーデン (Sverigetopplistan)     | 95   |
| スイス (Schweizer Hitparade)         | 39   |
| UK Singles (Official Charts Company) | 64   |
| US Hot Rock Songs (Billboard)        | 7    |
| US Rolling Stone Top 100             | 67   |

| チャート (2020年) | 順位 |
| ----------------- | ---- |
| フランス (SNEP)   | 158  |

### 年代末チャート
| チャート (1970年 - 1979年)           | 順位 |
| ------------------------------------ | ---- |
| UK Singles (Official Charts Company) | 7    |

### オールタイム・チャート
| チャート (2018年)                    | 順位 |
| ------------------------------------ | ---- |
| UK Singles (Official Charts Company) | 3    |
| US Billboard Hot 100                 | 517  |

## 認定と売上（クイーン版）
| 国/地域 | 認定        | 認定/売上数 |
| --- | ----------- | ----------- |
| オーストラリア (ARIA)                                                                                               | 8× Platinum | 560,000     |
| カナダ (Music Canada)                                                                                               | 7× Platinum | 560,000     |
| デンマーク (IFPI Danmark)                                                                                           | 2× Platinum | 180,000     |
| ドイツ (BVMI) | Gold        | 250,000     |
| イタリア (FIMI) | 4× Platinum | 200,000     |
| 日本 (RIAJ) | Gold        | 100,000*    |
| ニュージーランド (RMNZ)                                                                                             | 2× Platinum | 60,000      |
| ポルトガル (AFP) | 4× Platinum | 160,000     |
| スペイン (PROMUSICAE)                                                                                               | 3× Platinum | 180,000     |
| イギリス (BPI) | 4× Platinum | 2,540,604   |
| アメリカ合衆国 (RIAA) フィジカルリリース                                                                            | Gold        | 1,000,000^  |
| アメリカ合衆国 (RIAA) 音楽配信                                                                                      | Diamond     | 10,000,000  |
| ストリーミング |             |             |
| ギリシャ (IFPI Greece)                                                                                              | Platinum    | 2,000,000   |
| * 認定のみに基づく売上数 · ^ 認定のみに基づく出荷枚数 · 認定のみに基づく売上数と再生回数 · 認定のみに基づく再生回数 |             |             |

## カバーとコラボレート

### ザ・ブレイズによるカバー
ザ・ブレイズは、1996年に公開されたコメディ映画『ハイスクール・ハイ』のサウンドトラックとして、ヒップホップ・ソウル調のアレンジでカバー。本カバーは、1996年9月17日にビッグ・ビート・レコードとアトランティック・レコードより、デビューシングルとして発売された。ニュージーランドやヨーロッパ圏のシングルチャートで、トップ5入りした（後述を参照）。

#### 評価（ザ・ブレイズ版）
ビルボード誌のラリー・フリックは、本カバーについて「原曲と関係するすべてを忘れてこのカバーに身を任せれば、若い女性の視点から語られたような通りで起きた心が痛む事件の状況を知ることとなるだろう」と主張し「問題なのはこのカバーを聴いた多くの人が、この使い古したロック・ナンバーと繋がる新たなコンセプトへの理解に苦しむかもしれないということ」と付け加えた。
ミュージック・ウィーク誌のアラン・ジョーンズは『ハイスクール・ハイ』のサウンドラックにおける「最も明白な挑戦者」とし「ロルフ・ハリスとはまったく異なる角度から取り組んでいて、ザ・ブレイズはフージーズに恥をかかせないようなリメイクを行っている」と述べている。
CDJournalは「ゆったりしたビートでシンセがハモンドっぽく響く流行りのバック・トラックとソウル・タッチの女性ヴォーカルがマッチング」と評した。

#### シングル収録曲（ザ・ブレイズ版）
| #         | タイトル                                                                                            | 作詞  | 作曲・編曲 | 時間 |
| --------- | --------------------------------------------------------------------------------------------------- | ----- | ---------- | ---- |
| 1.        | 「ボヘミアン・ラプソディ（ラジオ・ミックス）」(Bohemian Rhapsody (Radio Mix))                       |       |            | 4:00 |
| 2.        | 「ボヘミアン・ラプソディ（ストリップド・ダウン・ミックス）」(Bohemian Rhapsody (Stripped-Down Mix)) |       |            | 3:57 |
| 3.        | 「ボヘミアン・ラプソディ（インストゥルメンタル）」(Bohemian Rhapsody (Instrumental))                |       |            | 4:01 |
| 4.        | 「ボヘミアン・ラプソディ（ア・カペラ）」(Bohemian Rhapsody (A Cappella))                            |       |            | 3:51 |
| 合計時間: | 合計時間:                                                                                           | 15:49 |            |      |

| #         | タイトル                                                                                            | 作詞  | 作曲・編曲 | 時間 |
| --------- | --------------------------------------------------------------------------------------------------- | ----- | ---------- | ---- |
| 1.        | 「ボヘミアン・ラプソディ（オリジナル・ヴァージョン）」(Bohemian Rhapsody (Original Version))        |       |            | 3:55 |
| 2.        | 「ボヘミアン・ラプソディ（リミックス・ヴァージョン）」(Bohemian Rhapsody (Remix Version))           |       |            | 3:26 |
| 3.        | 「ボヘミアン・ラプソディ（アコースティック・ヴァージョン）」(Bohemian Rhapsody (Acoustic Version))  |       |            | 3:12 |
| 4.        | 「ボヘミアン・ラプソディ（ストリップド・ダウン・ミックス）」(Bohemian Rhapsody (Stripped-Down Mix)) |       |            | 3:57 |
| 5.        | 「ボヘミアン・ラプソディ（インストゥルメンタル）」(Bohemian Rhapsody (Instrumental))                |       |            | 4:01 |
| 6.        | 「ボヘミアン・ラプソディ（ア・カペラ）」(Bohemian Rhapsody (A Cappella))                            |       |            | 3:47 |
| 合計時間: | 合計時間:                                                                                           | 22:18 |            |      |

#### チャート成績（ザ・ブレイズ版）

##### 週間チャート（ザ・ブレイズ版）
| チャート (1996年 - 1997年)               | 最高位 |
| ---------------------------------------- | ------ |
| オーストラリア (ARIA)                    | 62     |
| ベルギー (Ultratop 50 Flanders)          | 28     |
| ベルギー (Ultratop 50 Wallonia)          | 7      |
| カナダ (Nielsen Soundscan)               | 12     |
| Canada Dance (RPM)                       | 10     |
| ヨーロッパ (Eurochart Hot 100)           | 18     |
| フランス (SNEP)                          | 13     |
| ドイツ (GfK Entertainment charts)        | 72     |
| アイスランド (Íslenski Listinn Topp 40)  | 9      |
| イタリア (Musica e dischi)               | 3      |
| オランダ (Dutch Top 40)                  | 18     |
| オランダ (Single Top 100)                | 15     |
| ニュージーランド (Recorded Music NZ)     | 42     |
| ノルウェー (VG-lista)                    | 7      |
| スコットランド (Official Charts Company) | 53     |
| スウェーデン (Sverigetopplistan)         | 5      |
| スイス (Schweizer Hitparade)             | 34     |
| UK シングルス (OCC)                      | 21     |
| US Billboard Hot 100                     | 42     |
| US Dance Singles Sales (Billboard)       | 20     |
| US Hot R&B/Hip-Hop Songs (Billboard)     | 45     |
| US Rhythmic (Billboard)                  | 14     |

##### 年間チャート（ザ・ブレイズ版）
| チャート (1996年)                       | 順位 |
| --------------------------------------- | ---- |
| アイスランド (Íslenski Listinn Topp 40) | 10   |
| ニュージーランド (Recorded Music NZ)    | 50   |
| スウェーデン (Sverigetopplistan)        | 61   |

| チャート (199７年)               | 順位 |
| -------------------------------- | ---- |
| ベルギー (Ultratop 50 Wallonia)  | 53   |
| ヨーロッパ (Eurochart Hot 100)   | 71   |
| フランス (SNEP)                  | 65   |
| スウェーデン (Sverigetopplistan) | 78   |

#### 認定（ザ・ブレイズ版）
| 国/地域                  | 認定     | 認定/売上数 |
| ------------------------ | -------- | ----------- |
| フランス (SNEP)          | Gold     | 250,000*    |
| ニュージーランド (RMNZ)  | Platinum | 10,000*     |
| ノルウェー (IFPI Norway) | Gold     | 0*          |
| * 認定のみに基づく売上数 |          |             |

### Queen + The Muppetsによるカバー
2009年11月24日、YouTube上で『ザ・マペッツ』のキャラクターがカバーしたミュージックビデオが公開された。ミュージックビデオは、原曲のミュージックビデオを模したパロディ作品となっている。バッキングトラックには、クイーンによる原曲の最終マスターが流用されている。12月13日に「Queen + The Muppets」名義のデジタルシングルとして発売された。
本カバーのミュージックビデオの監督は、過去にザ・マペッツに関する映像作品も手がけたカーク・サッチャーが務めた。ザ・マペッツ・スタジオのゼネラルマネージャーであるリル・ブライアーによれば、ザ・マペッツのキャラクターたちが「ボヘミアン・ラプソディ」を歌うというアイデアは、古くから存在していた。本カバーでは、原曲から歌詞が一部変更されているが、これは「子供向けの動画」としてふさわしくないという理由による処置。
ミュージックビデオは、公開から1週間で再生回数7億回を記録。第14回ウェビー賞では、バイラルビデオ部門を受賞。

#### キャスト
※出典
- スティーヴ・ホイットマイア – カーミット、ビーカー、スタトラー、リゾ、ニュースマン
- デーヴ・ゲルツ – ゴンゾ、ブンゼン、ズート、ボーレガード、ウォルドーフ
- デヴィッド・ラッドマン – スクーター、ジャニス
- エリック・ジェイコブソン – ミス・ピギー、フォジー、アニマル、サム
- ビル・バレッタ – シェフ、ロルフ、ドクター・ティース、ペペ、ボーボー、ジョニー・フィアマ、カール
- マット・ヴォーゲル – フロイド・ペッパー、カミラ、ルー・ジーランド、クレイジー・ハリー、Dr.ジュリアス・ストレンジポーク

#### チャート成績（Queen + The Muppets版）
| チャート (2009年)            | 最高位 |
| ---------------------------- | ------ |
| ベルギー (Ultratip Flanders) | 25     |
| UK シングルス (OCC)          | 32     |

### パニック!アット・ザ・ディスコによるカバー
パニック!アット・ザ・ディスコは、コンサートにて本楽曲をたびたび演奏しており、「The Gospel Tour」（2014年）、ウィーザーとの「Summer Tour 2016」、「Death of a Bachelor Tour」（2017年）、「Pray for the Wicked Tour」（2018年 - 2019年）にて演奏された。
2016年に公開された映画『スーサイド・スクワッド』が公開され、パニック!アット・ザ・ディスコは、サウンドトラックのためにカバーバージョンのスタジオ音源を提供した。殺人犯の心の中の葛藤を描いた本作と、悪党のチームが悪に向かって戦いを挑むという映画の背景との共通点が見受けられることから映画で使用されることとなった。
本カバーは、8月4日にApple Musicのラジオステーション『Beats 1』で公開された。エンターテインメント・ウィークリーのマリア・シャーマンは、本カバーについて「ブレンドン・ユーリーの幅広い声域のおかげで、原曲に忠実だと感じられた」と評した。
2017年12月15日に発売されたライブ・アルバム『All My Friends We're Glorious: Death of a Bachelor Tour Live』には「Death of A Bachelor Tour」のアムウェイ・センター公演（2017年4月14日）でのライブ音源が収録された。
2018年10月9日に開催された『アメリカン・ミュージック・アワード2018』では、マーキュリーへのトリビュートとして、本楽曲が披露された。Loudwireのグラハム・ハートマンは「ポップ・ロックが好きだろうと嫌いだろうと、パニックによる『ボヘミアン』のカバーは、フロントマンのブレンドン・ユーリーが観客に自身の内にいるフレディ・マーキュリーを解き放つので一見の価値がある」と評した。
また、本カバーは、Billboard「Hot Rock & Alternative Songs」で最高位7位を記録し、年間チャートでは第45位を記録した。2018年6月12日、アメリカレコード協会よりゴールド認定を受けた。

#### クレジット（パニック!アット・ザ・ディスコ版）
※出典
- ブレンドン・ユーリー – ボーカル、楽器演奏（ギター以外）
- ケニー・ハリス – ギター、バックグラウンド・ボーカル
- ブッチ・ウォーカー – バックグラウンド・ボーカル
- ロブ・メイセス – ストリングス・アレンジ、指揮者、プロデュース、レコーディング・エンジニア
- ジュリアン・リーパー – オーケストラリーダー
- ラルフ・デ・ソウザ – ヴァイオリン
- ピート・ハンソン – ヴァイオリン
- マーク・ベロウ – ヴァイオリン
- ジャッキー・ハートリー – ヴァイオリン
- ワーレン・ジーリンスキー – ヴァイオリン
- クリス・トンブリング – ヴァイオリン
- トム・ピゴット・スミス – ヴァイオリン
- マグナス・ジョンストン – ヴァイオリン
- ケイト・マスカ – ヴィオラ
- レイチェル・ボルト – ヴィオラ
- アンディ・パーカー – ヴィオラ
- キャロライン・デール – チェロ
- ティム・ギル – チェロ
- メアリー・スカリー – ダブルベース
- ピーター・コビン – レコーディング・エンジニア（再録音）
- トッド・ストープラ – アシスタント・エンジニア
- ジョン・バレット – アシスタント・エンジニア
- クラウディウス・ミッテンドーファー – ミキシング
- ローリ・キャスティール – ミュージカル・アシスタント
- マイク・キャスティール – ミュージカル・アシスタント
- イソベル・グリフィス – ストリングス・コントラクター
- エイミー・スチュワート – アシスタント・コントラクター
- クリス・ゲーリンジャー – マスタリング

#### チャート成績（パニック!アット・ザ・ディスコ版）
| チャート (2016年 - 2017年)                  | 最高位 |
| ------------------------------------------- | ------ |
| Canadian Digital Song Sales (Billboard)     | 47     |
| フランス (SNEP)                             | 159    |
| UK シングルス (OCC)                         | 80     |
| US Billboard Hot 100                        | 64     |
| US Hot Rock & Alternative Songs (Billboard) | 7      |

| チャート (2016年)                           | 順位 |
| ------------------------------------------- | ---- |
| US Hot Rock & Alternative Songs (Billboard) | 45   |

#### 認定（パニック!アット・ザ・ディスコ版）
| 国/地域                          | 認定 | 認定/売上数 |
| -------------------------------- | ---- | ----------- |
| アメリカ合衆国 (RIAA)            | Gold | 500,000     |
| 認定のみに基づく売上数と再生回数 |      |             |

### その他の例
- 1987年、ファズボックスがシングル「ホワッツ・ザ・ポイント」のB面としてカバー[202]。同年には、バッド・ニュースによるカバーバージョンも発表されていて[203]、本カバーは、全英シングルチャートで最高位44位を記録[204]。
- 1988年、エレイン・ペイジがアルバム『The Queen Album』でカバー[205][206]。
- 1993年、アル・ヤンコビックがアルバム『ヤンコビック・パーク』でポルカ調にアレンジした「ポルカ・ボヘミアン・ラプソディ」（原題: Bohemian Polka）としてカバー[207][208]。
- 1995年から2005年にかけて、NHK教育テレビジョンにて放送された『ハッチポッチステーション』で、グッチ裕三とグッチーズが童謡「犬のおまわりさん」を本楽曲の替え歌で披露[209]。2019年には、フルリメイクした動画が公開された[210]。
- 1996年、ロルフ・ハリスがカバーバージョンを発売し[206]、全英シングルチャートで最高位50位を記録[211]。
- カリフォルニア・ギター・トリオは、2000年発表のライブ・アルバム『ロックス・ザ・ウェスト』にカバーを収録し[212]、2008年のアルバム『Echoes』でスタジオ録音のバージョンを発表[213]。
- 2018年10月、マーク・マーテルが自身のYouTubeチャンネルにピアノの弾き語りで歌う動画を公開[214]。
- 2019年12月11日・12日、氷川きよしが東京国際フォーラムにて開催された「氷川きよしスペシャルコンサート2019 〜きよしこの夜 Vol.19〜」で、本楽曲を日本語詞でカバー。訳詞は、クイーンとも交流がある湯川れい子が手がけており、メンバーが日本語でのカバーに対して、正式に許可している[215]。2020年6月9日に発売されたアルバム『Papillon -ボヘミアン・ラプソディ-』に、日本語詞カバーバージョンが収録された[216]。
- 2019年12月4日、Toshlがカバー・アルバム『IM A SINGER VOL.2』でカバー[217]。
- まちだガールズ・クワイアが、2020年4月19日発売のシングル「Moonbase」のカップリングとしてカバー。また、2024年1月19日発売のカバーアルバム「MGC Classics vol.3」でカバー。

## 楽曲が使用された作品
TV作品
- SAMBA・TV

CM
- マミイ（1994年）
- トヨタ・プロナード

映画
- ウェインズ・ワールド（1992年）
- スーサイド・スクワッド（2016年）
- ボヘミアン・ラプソディ（2018年）

劇場予告編
- 神さまの言うとおり（2014年）